# Catechismus in der Windischenn Sprach
Catechismus in der Windischenn Sprach (alemany, "Catecisme en la llengua eslovena"), abreujat Catechismus (també conegut en eslovè modern com a Katekizem v slovenskem jeziku, abreujat Katekizem), és un llibre escrit pel predicador protestant eslovè Primož Trubar el 1550. Juntament amb un altre llibre seu del 1550, Abecedarium, Catechismus va ser el primer llibre publicat en eslovè. Catechismus va contribuir a establir la identitat nacional dels eslovens.
Malgrat que durant dècades es va suposar que Catechismus es va publicar a Tübingen, la recerca més recent ha indicat que el més probable és que el publiqués Peter Frentz el 1550 a Schwäbisch Hall.
Catechismus es va publicar originàriament en tipografia Schwabacher (escriptura gòtica) i es va reeditar el 1555 en escriptura llatina. També contenia himnes i una lletania, tots amb notació musical. Seguint els models alemanys, són poemes originals en quatre menes d'estrofa que fan un total de 500 versos.
L'octubre del 2009 se'n va publicar la primera versió en eslovè modern, una edició anotada que conté tant la versió original de Trubar com una traducció a l'eslovè modern. Semblantment, l'octubre del 2008 es va publicar l'altre dels dos primers llibres en eslovè, l'Abecedarium. El "Pridiga o veri" ("sermó sobre la fe") del Catechismus és disponible en eslovè, anglès, alemany i esperanto.
Una expressió del Catechismus, Stati inu Obstati ("restar i resistir") apareix inscrita a la moneda d'1 € d'Eslovènia i també ha estat el lema de l'antic arquebisbat metropolità Franc Rode.